# جون شيريدان (كاتب رياضي)
جون ب. شيريدان (بالإنجليزية: John B. Sheridan) (ولد عام 1870 – وتوفي عام 1930) كان كاتبًا رياضيًا أمريكيًا من أصل إيرلندي، عُرف بمقالاته في صحف سانت لويس، وبتغطيته المميزة لمباريات كرة القدم الأمريكية، إضافة إلى عمله لاحقًا في وزارة الحرب الأمريكية كمراقب على برامج التدريب البدني العسكري.

## النشأة والهجرة
وُلد شيريدان في إيرلندا عام 1870، وهاجر لاحقًا إلى الولايات المتحدة حيث استقر في مدينة سانت لويس بولاية ميزوري. هناك، انطلق في مسيرته الصحفية وأصبح أحد أبرز كتّاب الرياضة في مطلع القرن العشرين.

## العمل الصحفي
كتب شيريدان عمودًا رياضيًا شهيرًا بعنوان "من مقعد الحكم" (In the Wake of the News) لصالح صحيفة سانت لويس ستار (St. Louis Star). وقد شملت تغطيته رياضات متعددة، لكنه تميز بشكل خاص في تحليله لمباريات البيسبول وكرة القدم الأمريكية. يُذكر أنه كان من أوائل من تناولوا رياضة كرة القدم بتعمق في الصحافة الرياضية الأمريكية.

## العمل الحكومي
في سنواته الأخيرة، تم تعيين شيريدان في وزارة الحرب الأمريكية، حيث عمل كمراقب رسمي على برامج التدريب البدني للجيش. لكن مسيرته في هذا المجال لم تدم طويلًا، حيث نشأ خلاف حاد حول إحدى تقاريره الرسمية، ما أدى إلى أزمة شخصية ونفسية حادة.

## الوفاة
في عام 1930، وبعد معاناة نفسية نتيجة الجدل الذي أُثير حول عمله في وزارة الحرب، أقدم شيريدان على الانتحار في منزله في مقاطعة سانت لويس.

## الإرث
يُعد شيريدان من رواد الكتابة الرياضية في الولايات المتحدة، وقد ساهمت مقالاته في ترسيخ أهمية التحليل الرياضي في الصحافة الأمريكية. وعلى الرغم من نهايته المأساوية، لا يزال يُذكر كواحد من الأصوات المؤثرة في بدايات الإعلام الرياضي الحديث.